# シェルビー・ミラー
シェルビー・チャールズ・ミラー（Shelby Charles Miller, 1990年10月10日 - ）は、アメリカ合衆国テキサス州ヒューストン出身のプロ野球選手（投手）。右投右打。MLBのアリゾナ・ダイヤモンドバックス所属。

## 経歴

### プロ入りとカージナルス時代
2009年のMLBドラフト1巡目（全体19位）でセントルイス・カージナルスから指名され、プロ入り。
2011年はオールスター・フューチャーズゲームに選出された。将来のエース級投手として、マイナー全体でもトップクラスの評価を受けるようになる。
2012年9月5日のニューヨーク・メッツ戦で2番手として登板し、メジャーデビューを果たした。10月3日のシンシナティ・レッズ戦で初先発し、被安打1、7奪三振、6回を零封した。10月9日には肩を傷めたハイメ・ガルシアに代わって地区シリーズのロースターに加えられた。
実質1年目となった2013年は開幕から先発ローテーション入りし、31試合全てに先発登板して15勝9敗、防御率3.06、169奪三振を記録した。ナショナルリーグ新人王投票では3位だった。

### ブレーブス時代
2014年11月17日にタイレル・ジェンキンスと共にジェイソン・ヘイワード、ジョーダン・ウォルデンとのトレードで、アトランタ・ブレーブスへ移籍した。
2015年は前半に2完封を記録するなど5勝を記録して初めてオールスターに選出された。しかしシーズンを通して打線の援護に恵まれず、33試合中21試合でクオリティ・スタートを記録（ナ・リーグ10位タイ）し、205.1イニング（同8位）を投げたものの、5月23日から9月27日まで24試合連続で白星が付かないなど、両リーグ最多の17敗を記録した。シーズン最終登板となった10月4日の試合で8回無失点と好投し、ようやく6勝目を挙げた。33試合に先発登板したが6勝17敗と大きく負け越した。

### ダイヤモンドバックス時代
2015年12月9日にエンダー・インシアーテ、アーロン・ブレアー、ダンズビー・スワンソンとのトレードで、ゲイブ・スパイアーと共にアリゾナ・ダイヤモンドバックスへ移籍した。
2016年は開幕から低迷し、途中約1カ月半のマイナー落ちも経験。この年は20試合全てに先発登板して3勝12敗、防御率6.15、70奪三振に終わった。
2017年は開幕から4試合に先発登板後の4月29日、トミー・ジョン手術のため今季の残りシーズンは全休の見込みと報道され、5月10日に同手術を受けた。
2018年は5試合に登板し4敗1ホールドに終わり、オフの11月30日にノンテンダーFAとなった。

### レンジャーズ時代
2019年1月9日にテキサス・レンジャーズと1年総額200万ドルの契約を結んだ。7月1日にDFAとなり、7月4日に自由契約となった。

### レンジャーズ退団後
2020年1月27日にミルウォーキー・ブルワーズとマイナー契約を結び、スプリングトレーニングに招待選手として参加することになった。だが、この年は新型コロナウイルスの影響でマイナーリーグの試合が開催されず、メジャーにも昇格しなかったため、公式戦の登板は無かった。オフの11月2日にFAとなった。

### カブス時代
2021年はスプリングトレーニング直前にカブスとマイナー契約を結び、シーズンでは4月14日にメジャー契約を結んでアクティブ・ロースター入りした。だが3試合に登板して防御率31.50と振るわず、4月23日には背中を痛めて故障者リスト入りとなり、戦列復帰当日の5月26日にDFAとなり、31日に自由契約となった。

### パイレーツ時代
2021年6月26日にピッツバーグ・パイレーツとマイナー契約を結んだ。9月1日にメジャーへ昇格した。オフにFAとなった。

### ヤンキース傘下時代
2022年3月27日にニューヨーク・ヤンキースとマイナー契約を結び、スプリングトレーニングに招待選手として参加した。開幕後は傘下のAAA級スクラントン・ウィルクスバリ・レイルライダースでプレーするもメジャーへの昇格はなく、5月31日に自由契約となった。

### ジャイアンツ時代
2022年6月8日にサンフランシスコ・ジャイアンツとマイナー契約を結んだ。9月22日にメジャーへ昇格した。オフの11月6日にFAとなった。

### ドジャース時代
2022年12月2日にロサンゼルス・ドジャースと1年総額150万ドルのメジャー契約を結んだ。
2023年オフの11月3日にFAとなった。

### タイガース時代
2023年12月22日にデトロイト・タイガースと300万ドルの1年契約を結んだ。2025年の契約は425万ドルのチームオプションとなり、バイアウトの際は25万ドルが支払われる。
2024年の開幕はメジャーで迎えたが、5月13日に15日間の故障者リストに入った。同月28日にリハビリの為にAAA級トレド・マッドヘンズに配属された後、6月4日にメジャー復帰を果たした。その後は9月17日に敵地カウフマン・スタジアムで行われたカンザスシティ・ロイヤルズ戦を最後に登板機会は無く、同月24日にジャクソン・ジョーブの昇格に伴ってDFAとなり、29日に自由契約となった。この年は51試合に登板して6勝8敗2セーブ5ホールド、防御率4.53、49奪三振を記録した。

### ダイヤモンドバックス復帰
2025年2月16日にアリゾナ・ダイヤモンドバックスとマイナー契約を結び、同年のスプリングトレーニングには招待選手として参加した。オープン戦では7試合に登板して防御率2.57、11奪三振を記録。3月26日にレネ・ピントと入れ替わって開幕ロースター入りを果たした。

## 詳細情報

### 年度別投手成績
| 年 度     | 球 団     | 登 板 | 先 発 | 完 投 | 完 封 | 無 四 球 | 勝 利 | 敗 戦 | セ 丨 ブ | ホ 丨 ル ド | 勝 率 | 打 者 | 投 球 回 | 被 安 打 | 被 本 塁 打 | 与 四 球 | 敬 遠 | 与 死 球 | 奪 三 振 | 暴 投 | ボ 丨 ク | 失 点 | 自 責 点 | 防 御 率 | W H I P |
| --------- | --------- | ----- | ----- | ----- | ----- | -------- | ----- | ----- | -------- | ----------- | ----- | ----- | -------- | -------- | ----------- | -------- | ----- | -------- | -------- | ----- | -------- | ----- | -------- | -------- | ------- |
| 2012      | STL       | 6     | 1     | 0     | 0     | 0        | 1     | 0     | 0        | 1           | 1.000 | 54    | 13.2     | 9        | 0           | 4        | 0     | 1        | 16       | 0     | 0        | 2     | 2        | 1.32     | 0.95    |
| 2013      | STL       | 31    | 31    | 1     | 1     | 1        | 15    | 9     | 0        | 0           | .625  | 722   | 173.1    | 152      | 20          | 57       | 0     | 5        | 169      | 2     | 0        | 65    | 59       | 3.06     | 1.21    |
| 2014      | STL       | 32    | 31    | 1     | 1     | 0        | 10    | 9     | 0        | 0           | .526  | 764   | 183.0    | 160      | 22          | 73       | 4     | 2        | 127      | 4     | 0        | 78    | 76       | 3.74     | 1.27    |
| 2015      | ATL       | 33    | 33    | 2     | 2     | 0        | 6     | 17    | 0        | 0           | .261  | 860   | 205.1    | 183      | 13          | 73       | 8     | 6        | 171      | 5     | 2        | 82    | 69       | 3.02     | 1.25    |
| 2016      | ARI       | 20    | 20    | 1     | 1     | 0        | 3     | 12    | 0        | 0           | .200  | 460   | 101.0    | 127      | 14          | 42       | 3     | 2        | 72       | 3     | 0        | 72    | 69       | 6.15     | 1.67    |
| 2017      | ARI       | 4     | 4     | 0     | 0     | 0        | 2     | 2     | 0        | 0           | .500  | 99    | 22.0     | 20       | 1           | 12       | 1     | 0        | 20       | 1     | 1        | 10    | 10       | 4.09     | 1.46    |
| 2018      | ARI       | 5     | 4     | 0     | 0     | 0        | 0     | 4     | 0        | 1           | .000  | 79    | 16.0     | 24       | 5           | 8        | 0     | 0        | 19       | 1     | 0        | 21    | 19       | 10.69    | 2.00    |
| 2019      | TEX       | 19    | 8     | 0     | 0     | 0        | 1     | 3     | 0        | 1           | .250  | 220   | 44.0     | 58       | 8           | 29       | 1     | 3        | 30       | 1     | 0        | 46    | 42       | 8.59     | 1.98    |
| 2021      | CHC       | 3     | 0     | 0     | 0     | 0        | 0     | 0     | 0        | 0           | ----  | 18    | 2.0      | 7        | 0           | 5        | 0     | 0        | 1        | 0     | 0        | 7     | 7        | 31.50    | 6.00    |
| 2021      | PIT       | 10    | 0     | 0     | 0     | 0        | 0     | 1     | 0        | 2           | .000  | 44    | 10.2     | 9        | 3           | 6        | 0     | 1        | 7        | 0     | 0        | 6     | 6        | 5.06     | 1.41    |
| '21計     | PIT       | 13    | 0     | 0     | 0     | 0        | 0     | 1     | 0        | 2           | .000  | 62    | 12.2     | 16       | 3           | 11       | 0     | 1        | 8        | 0     | 0        | 13    | 13       | 9.24     | 2.13    |
| 2022      | SF        | 4     | 0     | 0     | 0     | 0        | 0     | 1     | 0        | 1           | .000  | 30    | 7.0      | 6        | 0           | 3        | 1     | 0        | 14       | 0     | 0        | 5     | 5        | 6.43     | 1.29    |
| 2023      | LAD       | 36    | 1     | 0     | 0     | 0        | 3     | 0     | 1        | 3           | 1.000 | 163   | 42.0     | 19       | 3           | 19       | 2     | 2        | 42       | 1     | 0        | 8     | 8        | 1.71     | 0.90    |
| 2024      | DET       | 51    | 0     | 0     | 0     | 0        | 6     | 8     | 2        | 5           | .429  | 225   | 55.2     | 41       | 9           | 13       | 0     | 5        | 49       | 1     | 0        | 31    | 28       | 4.53     | 0.97    |
| MLB：12年 | MLB：12年 | 254   | 133   | 5     | 5     | 1        | 47    | 66    | 3        | 14          | .416  | 3738  | 875.2    | 815      | 98          | 344      | 20    | 27       | 735      | 19    | 3        | 433   | 400      | 4.11     | 1.32    |

- 2024年度シーズン終了時
- 各年度の太字はリーグ最高

### ポストシーズン投手成績
| 年 度     | 球 団     | シ リ ｜ ズ | 登 板 | 先 発 | 勝 利 | 敗 戦 | セ ｜ ブ | 打 者 | 投 球 回 | 被 安 打 | 被 本 塁 打 | 与 四 球 | 敬 遠 | 与 死 球 | 奪 三 振 | 暴 投 | ボ ｜ ク | 失 点 | 自 責 点 | 防 御 率 |
| --------- | --------- | ----------- | ----- | ----- | ----- | ----- | -------- | ----- | -------- | -------- | ----------- | -------- | ----- | -------- | -------- | ----- | -------- | ----- | -------- | -------- |
| 2012      | STL       | NLCS        | 2     | 0     | 0     | 0     | 0        | 15    | 3.1      | 4        | 0           | 1        | 0     | 0        | 4        | 0     | 0        | 2     | 2        | 5.40     |
| 2013      | STL       | NLDS        | 1     | 0     | 0     | 0     | 0        | 4     | 1.0      | 1        | 1           | 0        | 0     | 0        | 1        | 0     | 0        | 1     | 1        | 9.00     |
| 2014      | STL       | NLDS        | 1     | 1     | 0     | 0     | 0        | 24    | 5.2      | 5        | 0           | 3        | 0     | 1        | 4        | 0     | 0        | 2     | 2        | 3.18     |
| 2014      | STL       | NLCS        | 1     | 1     | 0     | 0     | 0        | 18    | 3.2      | 6        | 0           | 2        | 0     | 0        | 3        | 0     | 0        | 3     | 3        | 7.36     |
| 2023      | LAD       | NLDS        | 1     | 0     | 0     | 0     | 0        | 7     | 2.0      | 1        | 0           | 0        | 0     | 0        | 3        | 0     | 0        | 0     | 0        | 0.00     |
| 出場：4回 | 出場：4回 | 出場：4回   | 6     | 2     | 0     | 0     | 0        | 68    | 15.2     | 17       | 1           | 6        | 0     | 1        | 15       | 0     | 0        | 8     | 8        | 4.60     |

- 2024年度シーズン終了時

### 記録
MiLB
- オールスター・フューチャーズゲーム選出：1回（2011年）

MLB
- MLBオールスターゲーム選出：1回（2015年）

### 背番号
- 40（2012年 - 2014年）
- 17（2015年）
- 26（2016年 - 2018年）
- 19（2019年）
- 29（2021年）
- 50（2021年）
- 18（2022年 - 2023年、2025年 - ）
- 7（2024年）